# Leptarthrus krali
Leptarthrus krali är en tvåvingeart som beskrevs av Hradsky och Geller-grimm 1997. Leptarthrus krali ingår i släktet Leptarthrus och familjen rovflugor. Inga underarter finns listade i Catalogue of Life.